# Heroes over Europe
Heroes over Europe — авиасимулятор, разработанный австралийской компанией Transmission Games, издана Red Mile Entertainment. Выход состоялся в сентябре 2009. В России права на издание приобрела компания GFI

## Геймплей
Сюжет игры разворачивается в самом центре интенсивных воздушных сражений второй мировой войны на европейском театре военных действий. Игроку предстоит отразить атаку на Лондон, заканчивая разрушением Берлина в 1945 году.
В игре присутствуют более 40 типов военных самолётов. Одна из ключевых особенностей игры это полноценный мультиплеер: до 16 пилотам одновременно в 4-х различных игровых режимах. Истерзанные войной города как Лондон и Берлин прорисованные до мельчайших деталей.

## Отзывы
| Сводный рейтинг | Сводный рейтинг | Сводный рейтинг | Сводный рейтинг |
| Издание         | Оценка          | Оценка          | Оценка          |
| Издание         | PC              | PS3             | Xbox 360        |
| --------------- | --------------- | --------------- | --------------- |
| GameRankings    | 66,42 %         | 62,42 %         | 61,64 %         |